# سيمون أوكوي
سيمون أوكوي (بالإنجليزية: Simon Okwi)‏ هو لاعب كرة قدم أوغندي في مركز الهجوم، ولد في 24 أغسطس 1993 في أوغندا. لعب مع SC Victoria University ‏.